# Ipotesi supplementare

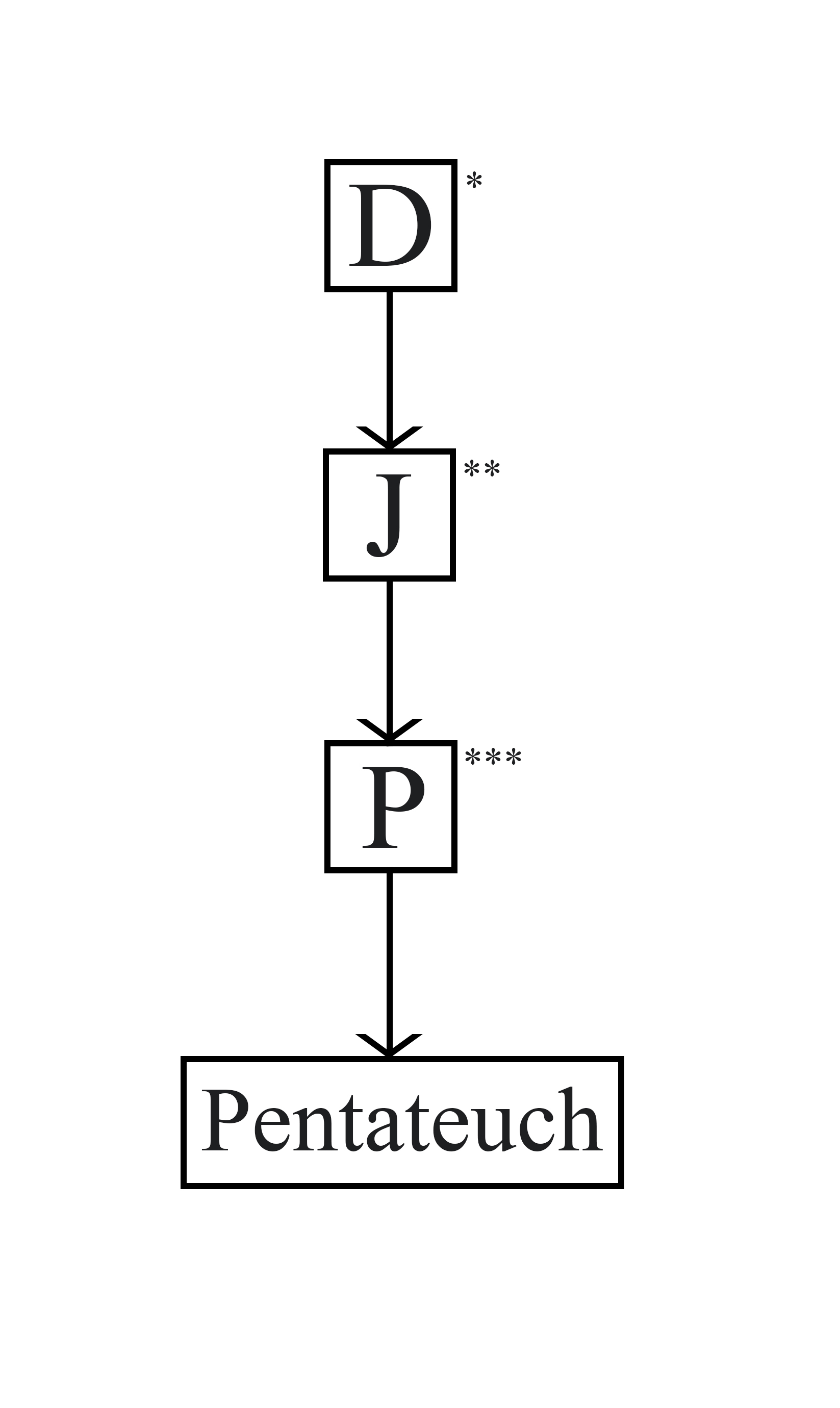
Ipotesi supplementare:
- Fonte originaria indipendente, D, scritta c. 600 AEV, comprende gran parte del Deuteronomio.
- Scritta c. 540 AEV come risposta e rifirma della fonte D.
- Scritta c. 400 AEV è dovuta in gran parte al redattore di J.

Negli studi biblici, l'ipotesi supplementare propone che il Pentateuco (i primi 5 libri della Bibbia) derivava da una serie di aggiunte ad un lavoro pre esistente. Si tratta di una revisione della precedente ipotesi documentale, la quale proponeva che il Pentateuco fosse una combinazione di narrazioni indipendenti rielaborate da un redattore.
L'ipotesi supplementare è stata sviluppata nel corso del XIX e XX secolo, principalmente derivando da un'insoddisfazione per l'inadeguatezza dell'ipotesi documentaria, e si è conclusa negli anni 1970 con la pubblicazione di opere di John Van Seters, Rolf Rendtorff e Hans Heinrich Schmid. Nel loro libro An Introduction to the Bible, Kugler e Hartin sostengono che "il lavoro di John Van Seters riflette al meglio la ripresa dell'ipotesi supplementare".
In sintesi l'ipotesi di Van Seters accetta "tre fonti o strati letterari all'interno del Pentateuco", che sono diventati noti come Jahvista (J), scrittore sacerdotale (P), e deuteronomista (D). Van Seters mise le fonti in ordine cronologico come DJP.
- le fonti deuteronomiste (D) vennero scritte intorno al 700 a.C.
- le fonti jahviste (J) presumibilmente intorno al 600 a.C. nel periodo dell'esilio.
- le fonti sacerdotali (P) intorno al 400 a.C. nel periodo post esilio.

Van Seters, invece, rifiuta l'esistenza della fonte eloista (E) come documento unico e indipendente, considerandola invece un insieme frammentario di vari racconti scritti e tradizioni orali non collegati tra loro.
Sebbene questa non sia l'unica revisione dell'ipotesi documentale, è una delle più serie sulla formazione del Pentateuco ed è stata sostenuta da diversi studiosi.

## Contesto storico
Mentre i sostenitori dell'ipotesi documentaria collocavano la stesura del Pentateuco tra il X e il VII secolo a.C., l'ipotesi supplementare la pone più tardi, tra il VII e il V secolo a.C. Uno dei fattori principali di questa rivalutazione è stata la comprensione, in evoluzione, del contesto storico nel quale vissero i primi israeliti. Le stime bibliche mettono la prima attività degli israeliti in Cananea nel XIII secolo a.C., con la conquista di Giosuè. Tuttavia gli archeologi non hanno trovato prove di un distinto popolo israelita nella regione in quell'epoca.
Infatti, gli archeologi hanno scoperto che la maggior parte dei luoghi citati nella Bibbia, in particolare Gerusalemme, riflettono le realtà del VII secolo a.C., molto più tardi. Se, come suggeriscono le prove archeologiche, non esisteva un gruppo distinto di persone "israelite" fino al settimo secolo, è probabile che la redazione del Pentateuco sia avvenuta nel VII secolo a.C. o in seguito.
Le scoperte archeologiche hanno portato, recentemente, gli studiosi del Pentateuco a respingere le precedenti affermazioni documentarie sulla stesura del X secolo a.C., in favore di una successiva, come riflesso nell'ipotesi supplementare.

## Maggiori divergenze dall'ipotesi documentale
Julius Wellhausen, il principale fautore dell'ipotesi documentale, ha proposto che il Pentateuco sia la fusione di quattro narrazioni indipendenti e complete che sono state combinate da uno o più redattori. L'ipotesi supplementare, come delineata da Van Seters, differisce dalla documentale in tre punti principali:

### Esistenza delle fonti Elohiste (E)
L'ipotesi supplementare nega l'esistenza di una vasta fonte Elohista (E), una delle quattro fonti indipendenti descritte nell'ipotesi documentale. Invece, descrive che nelle Jahviste vi sono una serie di tradizioni scritte e orali combinate. Propone che, poiché J è stato compilato da molte tradizioni e storie precedenti, i documentaristi hanno scambiato la compilazione con più autori, il Jahvista (J)  e l'Elohista (E). Invece, l'ipotesi supplementare propone che ciò che i documentaristi consideravano J ed E siano in realtà una singola fonte (alcuni usano J e altri JE), probabilmente scritta nel VI secolo a.C.

### Cronologia delle fonti
L'ipotesi supplementare propone che il Deuteronomio (D) sia stato lo scritto originale del primo Pentateuco, essendo stato scritto alla fine del VII secolo a.C., e ascrive lo Jahvista (J) all'esilio (540 a.C. circa) e il Sacerdotale (P) al periodo post-esilico (c. 400 a.C.).
L'ipotesi supplementare sostiene che la fonte del Deuteronomio (D) sia del VII secolo a.C. I primi studiosi del Pentateuco, in particolare Martin Noth, sostenevano che il Deuteronomio (D) fosse opera di un singolo autore del VI secolo a.C. che spiegava teologicamente gli eventi che precedettero l'esilio babilonese. Nel 1968 Frank Moore Cross suggerì che il Deuteronomio (D) in realtà proveniva da "due redattori", con il Deuteronomista originale (Dtr1) che era un autore del VII secolo a.C. che sosteneva le riforme di Giosia, e la revisione di Doth2 del Deuteronomista successivo (Dtr2) che lo infarcì di temi di punizioni per i peccatori per spiegare l'esilio babilonese. Questa visione di "duplice redattore" è oggi probabilmente la più comunemente accettata dagli studiosi. Van Seters ha affermato questo punto di vista sostenendo che sia l'enfasi sulla riforma del VII secolo a.C. sia l'esilio del VI secolo a.C. mostrano che "il Deuteronomio... consiste in un nucleo più antico con espansioni successive".
Mentre l'ipotesi documentaria sosteneva che Jahvista (J) fosse probabilmente del X secolo a.C., l'ipotesi supplementare lo pone molto più tardi, nel VI secolo a.C., durante il periodo dell'esilio. Questa rivalutazione è stata fatta in gran parte a seguito di ricerche condotte negli anni 1970. In uno studio del 1976, Hans Heinrich Schmid dimostrò che il redattore Jahvista (J) era a conoscenza di precedenti scritti religiosi dell'VIII e del VII secolo a.C., confutando la valutazione originaria di J come opera del X secolo a.C. Van Seters sostiene che lo Jahvista (J) usò "frammenti, alcuni in forma letteraria, altri come motivi e storie popolari" per creare una storia di creazione teologica, espandendo il corpus di opere del deuteronomista. Egli teorizza che nel periodo post-esilio, c'era un lavoro teologico (DJ) creato dal deuteronomista (D) e jahvista (J). 
Van Seters sostiene che la fonte sacerdotale (P) non è indipendente da quella jahvista (J), ma in effetti si basa su di essa. Se J è ascritto al periodo dell'esilio, P deve essere del periodo post-esilico, o del Secondo Tempio, probabilmente del V secolo a.C. Questa rivalutazione della cronologia pone il deuteronomista come il primo scrittore (DJP) mentre l'ipotesi documentaria lo poneva come uno scrittore successivo (JEDP).

### Indipendenza delle fonti jahvista e sacerdotale
Mentre l'ipotesi ddocumentale proponeva che le quattro fonti del Pentateuco fossero complete e indipendenti, Van Seters scrive che l'ipotesi supplementare "non considera le fonti successive J e P come documenti indipendenti, ma come aggiunte dirette al corpus precedente." L'ipotesi proponeva che il deuteronomista fosse l'unica fonte indipendente e che lo jahvista (J) fosse una risposta alla spiegazione deuteronomica dell'esilio e una "riformulazione confessionale" come correttivo teologico. Inoltre, l'ipotesi vede la fonte sacerdotale (P) come non indipendente. Poiché molti testi P, sostiene Van Seters, "non hanno senso senza il più ampio contesto J", lo scrittore sacerdotale è visto come un redattore di J. Una conseguenza importante di questa visione, è che le due fonti successive non sono indipendenti e ciò consente di rimuovere la necessità, per i redattori, di spiegare la coesione del Pentateuco. Scrive Van Seters, "Poiché non ci sono fonti separate dopo la prima, non c'è bisogno di redattori. Il complesso sistema di redattori multipli utilizzati dagli attuali documentaristi non è necessario."